# Montagu Bertie, 7. Earl of Abingdon

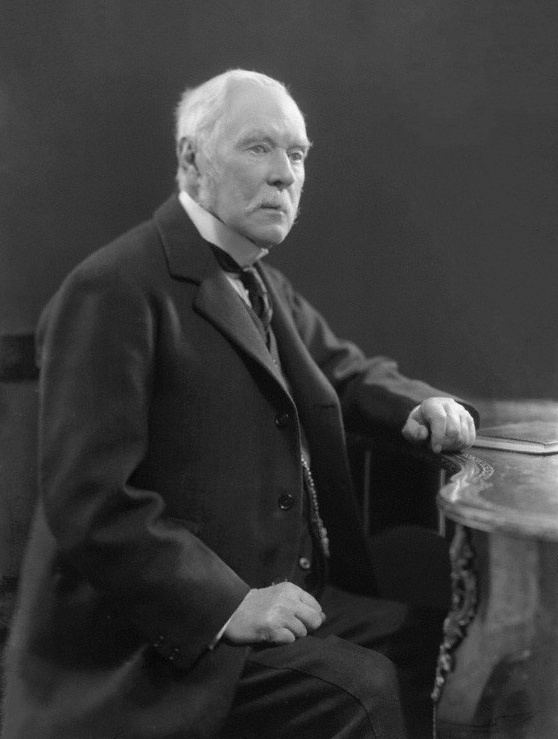
Fotografie des Earl of Abingdon, 6. Dezember 1921

Montagu Arthur Bertie, 7. Earl of Abingdon, DL (* 13. Mai 1836 in Mayfair, London, England; † 10. März 1928 in Oaken Holt, Oxfordshire, England), war ein englischer Peer.

## Biografie
Montagu Arthur Bertie, geboren am 13. Mai 1836, war das älteste von neun Kindern von Montagu Bertie, 6. Earl of Abingdon (1808–1884), und Elizabeth Lavinia (geborene Vernon-Harcourt) Bertie, Countess of Abingdon (1816–1858). Sein jüngerer Bruder war Francis Bertie, 1. Viscount Bertie of Thame, der britischer Botschafter in Italien und Frankreich war. Bertie besuchte das Eton College.
Bertie diente als High Steward of Abingdon und Deputy Lieutenant of Berkshire. Nach dem Tod seines Vaters 1884 folgte ihm Bertie als 7. Earl of Abingdon und 11. Baron Norreys nach.
Am 10. Juli 1858 heiratete er Caroline Theresa Towneley (1838–1873), mit der er vier Kinder hatte. Nach dem Tod seiner ersten Frau heiratete er am 16. Oktober 1883 Gwendoline Mary Dormer (1865–1942); mit ihr hatte er ebenfalls vier Kinder.
Der Earl of Abingdon starb am 10. März 1928 mit 91 Jahren in Oaken Holt, Oxfordshire.